# مبنى الرجل الميت (فلم)
مبنى الرجل الميت (بالإنجليزية: Dead Man's Folly) هو فيلم بريطاني أمريكي تلفزيوني لعام 1986 ويضم محقق أجاثا كريستي الشهير هيركيول بوارو. ويستند هذا الفيلم إلى رواية لأجاثا كريستي بنفس الاسم. والفيلم من إخراج كلايف دونر ولعب بيتر أوستينوف دور بوارو.

## بطولة
- بيتر اوستينوف - هيركيول بوارو
- جان ستابلتون - أريادني أوليفر
- كونستانس كامينغز - ايمي فوليات
- تيم بجوت سميث - السير جورج ستابس
- جوناثان سيسيل - الكابتن آرثر هستنغز
- كينيث كرانهام - المحقق المفتش بلاند
- سوزان ولدريدج - أماندا بريوز
- كريستوفر غارد - أليك ليجي
- جيف ياغر - إدي ساوث
- نيكوليت شيريدان - هاتي ستابس | طالبة الإيطالية (نيكوليت شيريدان)
- رالف أرليس - مايكل ويمان
- كارولين لانغريش - سالي ليجي

## روابط خارجية
- مقالات تستعمل روابط فنية بلا صلة مع ويكي بيانات